# Ivànovka (Kursk)
Ivànovka - Ивановка (rus) - és un poble a l'óblast de Kursk, a Rússia, que en el cens del 2010 tenia 175 habitants. Pertany al districte rural de Gorxétxnoie.